# ファジュル・セパーシーFC
ファジュル・シャヒード・セパーシー・シーラーズFC (英語: Fajr Shahid Sepasi Shiraz Football Club、ペルシア語: باشگاه فوتبال فجر شهید سپاسی شیراز) 、通称ファジュル・セパーシー (英語: Fajr Sepasi) は、イラン・シーラーズを本拠地とするサッカークラブである。現在は国内最上位サッカーリーグのイラン・プロリーグに参加している。「ファジュル」はペルシア語で夜明けを意味する。（詳しくはFajr(英語版)を参照。）
イラン・プロリーグの中では財政規模が小さなクラブであり、バスィージがスポンサーを務めている。バスィージはイラン軍の民兵部隊でありクラブはイラン軍と密接な関わりがあるため、イラン軍の兵役 (2年の従軍が必要) を終えていない多くの若手選手がファジュル・セパーシーでプレーすることを選ぶ。
クラブはほとんどが若手選手で構成されている。地元シーラーズではあまり人気がなく、街のもう一つのクラブであるバルグ・シーラーズFCが人気を集めている。

## 歴史

### 設立
1988年、Jafar Jafariなどのシーラーズ出身の若者が「Behzad」というサッカークラブを設立した。彼らはシーラーズの市2部リーグからプレーを開始した。イラン・イラク戦争で殺害されたマジード・セパーシーの名前を取り、チームはファジュル・シャヒード・セパーシーへとチーム名を変更した。
1991年、クラブはイスラム革命防衛隊に買収された。1995年、クラブはファールス州リーグで優勝し、1996年には当時国内最上位サッカーリーグであったアーザーデガーン・リーグへと昇格した。それ以降1部に参加し続けており、2001年にはハズフィー・カップでも優勝した。

### スポンサー変更
2006年12月、イスラム革命防衛隊と共にバスィージが新たなスポンサーに付き、チーム名がMoghavematへと変更された。ファジュル・セパーシーは現在公式には「Moghavemat Shahid Sepasi Shiraz」という名称であるが、この名前は一般的には用いられていない。
2009年まではゴラームホセイン・ペイロヴァーニーがチームを率いていたが、彼はイランのU-23代表チームの監督に任命されたためチームを離れ、代わりにダーヴード・マハバディーが就任した。しかし結果が出ず、すぐにモハンマド・アフマドザーデへと監督が変わった。このシーズンは結局降格の憂き目にあったが、1期で1部リーグに復帰している。

## シーズン別の記録
| シーズン  | リーグ                   | 順位 | ハズフィー・カップ | 註   | アジアカップウィナーズカップ AFCチャンピオンズリーグ |
| --------- | ------------------------ | ---- | ------------------ | ---- | ---------------------------------------------------- |
| 1995–1996 | ファールス州リーグ       | 1位  | 不参加             | 昇格 | 不参加                                               |
| 1996-1997 | イラン2部リーグ          | 1位  | ベスト16           | 昇格 | 不参加                                               |
| 1997-1998 | アーザーデガーン・リーグ | 4位  | 非開催             |      | 不参加                                               |
| 1998-1999 | アーザーデガーン・リーグ | 10位 | ベスト16           |      | 不参加                                               |
| 1999-2000 | アーザーデガーン・リーグ | 3位  | ベスト8            |      | 不参加                                               |
| 2000-2001 | アーザーデガーン・リーグ | 9位  | 優勝               |      | 不参加                                               |
| 2001-2002 | イラン・プロリーグ       | 10位 | 準優勝             |      | 1回戦                                                |
| 2002-2003 | イラン・プロリーグ       | 4位  | 準優勝             |      | 不参加                                               |
| 2003-2004 | イラン・プロリーグ       | 11位 | ベスト8            |      | 不参加                                               |
| 2004-2005 | イラン・プロリーグ       | 11位 | ベスト16           |      | 不参加                                               |
| 2005-2006 | イラン・プロリーグ       | 10位 | ベスト8            |      | 不参加                                               |
| 2006-2007 | イラン・プロリーグ       | 10位 | ベスト16           |      | 不参加                                               |
| 2007-2008 | イラン・プロリーグ       | 14位 | ベスト8            |      | 不参加                                               |
| 2008-2009 | イラン・プロリーグ       | 9位  | ベスト16           |      | 不参加                                               |
| 2009-2010 | イラン・プロリーグ       | 16位 | ベスト16           | 降格 | 不参加                                               |
| 2010-2011 | アーザーデガーン・リーグ | 2位  | ベスト32           | 昇格 | 不参加                                               |
| 2011-2012 | イラン・プロリーグ       | 13位 | ベスト16           |      | 不参加                                               |
| 2012-2013 | イラン・プロリーグ       | 12位 | ベスト8            |      | 不参加                                               |
| 2013-2014 | イラン・プロリーグ       | 14位 | ベスト16           | 降格 | 不参加                                               |
| 2014-2015 | アーザーデガーン・リーグ | 5位  | ベスト8            |      | 不参加                                               |

## 獲得タイトル
- ハズフィー・カップ

優勝 (1): 2001
準優勝 (2): 2002, 2003
- イラン2部リーグ

優勝: 1997
- AKパイプ国際カップ

準優勝: 2001

## 歴代所属選手
| - ダーヴード・セイエド・アッバーシー - シヤーヴァシュ・アクバルプール - アリー・アリーザーデ - アリー・アンサーリヤーン - ホセイン・アシェナー - ハーシェム・ベイクザーデ - アリーレザー・エマーミーファル - ファラーズ・ファーテミー - マフムード・フェクリー - レザー・ハギーギー | - メフルザード・マアダンチー - ソーシャー・マカーニー - アッバース・モハンマドレザーイー - メフディー・ナザーリー - メフディー・ラフマティー - メフディー・ラジャブザーデ - オミード・ラヴァンハー - ゴラームレザー・レザーイー - アリー・サーメレ - バフマン・ターフマーセビー - ファルシード・ターレビー |

## 歴代監督
- マンスール・プールヘイダーリー (1996-1998)
- マフムード・ヤーヴァリー (1998-1999)
- ゴラームホセイン・ピーロヴァーニー (1999-2009)
- ダーヴード・マハーバーディー (2009-2010)
- モハンマド・アフマドザーデ (2010)
- アリー・キャラーンタリー (2010-2011)
- マフムード・ヤヴァリー (2011-2013)
- Gholam Hossein Peyrovani (2013)
- マフムード・ヤヴァリー (2013-2014)
- アリー・キャラーンタリー (2014-2018)
- Majid Saleh (2018-2019)
- Davoud Mahabadi (2019-2020)
- アリー・キャラーンタリー (2020-)